# Arthur y los Minimoys (serie)
Arthur y los Minimoys, publicada en España como Arthur y los Minimoys es una serie de novelas para niños, escrita por Luc Besson adaptada para el cine por el autor. 

## Libros
Publicados originalmente por Éditions Intervista, y por Ediciones B en España.
- Arthur y los Minimoys (2002/2005 primera edición en España)

A pesar de tener solo 10 años, Arthur está pasando por muchos problemas: un malvado comerciante quiere destruir la casa de su abuela en la que va a pasar las vacaciones, y Arthur no tiene a nadie para ayudarle. Sus padres se despreocuparon de él, su abuelo desapareció hace cuatro años... tan solo cuenta con el apoyo de su fiel perro Alfred. Pero un descubrimiento en la biblioteca de su abuelo tal vez le permita pasar al otro lado y conseguir la ayuda de los Minimoys.
- Arthur y la ciudad prohibida (2003/2006 primera edición en España)

Arthur, Selenia y Betameche continúan sus peripecias a lo ancho de las Siete Tierras en busca del abuelo de Arthur.  Solo él conoce el emplazamiento del tesoro que permitirá a su nieto truncar los planes de Davido. Pero Maltazard el Maldito hará todo lo posible para impedir a los tres héroes alcanzar su propósito. ¿Le será posible a Arthur encontrar a su abuelo a tiempo, ganar el corazón de la princesa Selenia y mantener a salvo el pueblo de los Minimoys?
- Arthur et la vengeance de Maltazard (2004)

"¡Ayuda!" Este grito de alarma inscrito en un grano de arroz y dejado por una araña mensajera pone a Arthur en alerta: "Los Minimoys están en peligro. ¡No hay ni un segundo que perder!". Justo en este momento el padre de Arthur decide partir antes de lo previsto, y espera impaciente al volante de su coche. Arthur tiene el tiempo justo para prevenir a su abuelo Archibald para que acuda a la llamada de auxilio en su lugar... pero imaginar a Sélénia en peligro es difícil de soportar. Con la complicidad de su perro Alfred, Arthur engaña la vigilancia de sus padres y regresa en plena noche a la casa de sus abuelos. Sin embargo, una nube se aproxima peligrosamente a la luna en la media noche, la hora en la que sus rayos deben alcanzar el telescopio de Archibald y abrir la puerta hacia el mundo de los Minimoys.
- Arthur et la guerre des deux mondes (2005)

Maltazard el Maldito ha logrado abrir la puerta para pasar al otro mundo, muy dispuesto a conquistarlo.  Ante la amenaza, Arthur y sus compañeros intentarán todo tipo de astucias para evitar que el villano tenga éxito, aunque puede ser algo difícil cuando solo miden dos milímetros.

## Películas
Producidas por EuropaCorp y dirigidas por el propio Luc Besson.
- Arthur y los Minimoys
- Arthur y la venganza de Maltazard, estrenada el 19 de febrero.
- Arthur y la guerra de los mundos, estrenada el 13 de mayo de 2010

.